# فهرست پرفروش‌ترین فیلم‌های پویانمایی سینمای ایران
فهرست پرفروش‌ترین فیلم‌های پویانمایی سینمای ایران فهرستی از فیلم‌های پویانمایی به نمایش درآمده در سینمای ایران است که توانسته‌اند رکوردهای فروش در گیشه را کسب کنند. در حال حاضر، ببعی قهرمان با فروش بیش از ۶۷ میلیارد تومان، پرفروش‌ترین فیلم پویانمایی سینمای ایران بدون در نظر گرفتن نرخ تورم است. همچنین بچه زرنگ(۱۴۰۱) با جذب بیش از ۱،۹۰۰،۰۰۰ مخاطب، پربیننده‌ترین فیلم پویانمایی (انیمیشن) سینمای ایران است. سالانه انیمیشن های ایرانی بیش از ۲ میلیون مخاطب دارند و این روند با توجه به پیشرفت انیمیشن های ایرانی هم در کیفیت هم در کمیت، روندی صعودی است. 
اطلاعات این مقاله، صرفاً براساس آمارهای رسمی جدول فروش فیلم‌ها در مقیاس کل کشور ایران است که توسط سازمان سینمایی کشور و وبگاه‌هایی که به آمارهای رسمی میزان فروش هر فیلم دسترسی داشته باشند، منتشر می‌شود.
هر سال حداقل ۲ انیمیشن سینمایی(بلند) در سینمای ایران به اکران در میاد. گردش مالی صنعت انیمیشن ایران (میزان فروش) بیش از ۹۰،۰۰۰،۰۰۰،۰۰۰ تومان در سال است و برای مثال در سال ۱۴۰۳ ، صنعت انیمیشن ایران گردش مالی حدود ۹۵ میلیارد تومان داشت (البته این آمار فقط مربوط به داخل ایران است و از آمار فروش در سایر کشور ها صرف نظر شده است.)

## پرفروش‌ترین فیلم‌های پویانمایی
جدول زیر شامل آمار فروش بیست و سه فیلم بلند پویانمایی است که از سال ۱۳۹۲ به بعد در سینماهای ایران اکران عمومی شده‌اند. فیلم‌های این جدول بدون در نظر گرفتن نرخ تورم سالانه و صرفاً به ترتیب میزان فروشی که هر فیلم در هنگام اکران خود داشته، مرتب شده‌اند.
تذکر: اکران فیلم‌هایی که از زمستان آغاز شده و در سال بعد به پایان برسند، در جدول فروش سال جدید منظور می‌شوند.
| dagger | فیلم‌های در حال اکران |

| رتبه | اوج | نام فیلم         | میزان فروش     | سال  | منبع   |
| ---- | --- | ---------------- | -------------- | ---- | ------ |
| ۱    | ۱   | ببعی قهرمان      | ۶۷٬۹۲۸٬۰۵۸٬۰۰۰ | ۱۴۰۳ | [ ۱ ]  |
| ۲    | ۱   | بچه زرنگ         | ۶۲٬۷۶۱٬۷۴۴٬۰۰۰ | ۱۴۰۲ | [ ۲ ]  |
| ۳    | ۳   | پسر دلفینی ۲     | ۳۱،۱۹۸،۴۴۰،۰۰۰ | ۱۴۰۴ | [ ۳ ]  |
| ۴    | ۱   | پسر دلفینی       | ۲۳٬۶۰۲٬۲۴۲٬۰۰۰ | ۱۴۰۱ | [ ۴ ]  |
| ۵    | ۵   | رویا شهر         | ۲۱،۶۸۸،۲۲۹،۰۰۰ | ۱۴۰۴ | [ ۳ ]  |
| ۶    | ۲   | لوپتو            | ۲۱٬۳۹۰٬۹۲۰٬۰۰۰ | ۱۴۰۱ | [ ۴ ]  |
| ۷    | ۵   | شنگول منگول      | ۱۷٬۷۶۵٬۶۰۰٬۰۰۰ | ۱۴۰۳ | [ ۱ ]  |
| ۸    | ۴   | مسافری از گانورا | ۱۴٬۰۰۶٬۰۵۶٬۰۰۰ | ۱۴۰۲ | [ ۲ ]  |
| ۹    | ۳   | ساعت جادویی      | ۹٬۱۸۱٬۳۱۵٬۵۰۰  | ۱۴۰۳ | [ ۱ ]  |
| ۱۰   | ۱   | فیلشاه           | ۷٬۹۰۷٬۴۹۳٬۶۰۰  | ۱۳۹۷ | [ ۵ ]  |
| ۱۱   | ۲   | بنیامین          | ۵٬۲۲۵٬۶۴۷٬۰۰۰  | ۱۳۹۸ | [ ۶ ]  |
| ۱۲   | ۱   | شاهزاده روم      | ۳٬۶۸۷٬۹۱۷٬۲۰۰  | ۱۳۹۴ | [ ۷ ]  |
| ۱۳   | ۱۳  | فرمانروای آب     | ۲،۹۸۶،۸۸۴،۰۰۰  | ۱۴۰۴ | [ ۳ ]  |
| ۱۴   | ۱   | تهران ۱۵۰۰       | ۲٬۱۵۷٬۳۵۰٬۸۰۰  | ۱۳۹۲ | [ ۸ ]  |
| ۱۵   | ۵   | آخرین داستان     | ۴۸۸٬۵۵۵٬۰۰۰    | ۱۳۹۸ | [ ۹ ]  |
| ۱۶   | ۳   | فهرست مقدس       | ۳۱۷٬۰۶۶٬۹۰۰    | ۱۳۹۶ | [ ۱۰ ] |
| ۱۷   | ۴   | کلیله و دمنه     | ۳۱۲٬۸۵۵٬۰۰۰    | ۱۳۹۶ | [ ۱۱ ] |
| ۱۸   | ۳   | راز سیاوش        | ۲۱۵٬۰۷۰٬۰۰۰    | ۱۳۹۶ | [ ۱۲ ] |
| ۱۹   | ۲   | رستم و سهراب     | ۱۶۸٬۹۵۵٬۰۰۰    | ۱۳۹۳ | [ ۱۳ ] |
| ۲۰   | ۲   | در مسیر باران    | ۱۳۹٬۷۵۲٬۰۰۰    | ۱۳۹۷ | [ ۱۴ ] |
| ۲۱   | ۴   | ناسور            | ۱۳۳٬۹۰۰٬۰۰۰    | ۱۳۹۵ | [ ۱۵ ] |
| ۲۲   | ۵   | نبرد خلیج فارس ۲ | ۱۲۴٬۳۰۶٬۰۰۰    | ۱۳۹۵ | [ ۱۶ ] |
| ۲۳   | ۳   | امین و اکوان     | ۸۱٬۵۷۰٬۵۰۰     | ۱۳۹۷ | [ ۱۷ ] |
| ۲۴   | ۳   | جمشید و خورشید   | ۳۸٬۷۰۲٬۰۰۰     | ۱۳۹۳ | [ ۱۸ ] |

## پرفروش‌ترین فیلم‌های پویانمایی بر پایه سال
جدول زیر، فقط فروش هر فیلم را در اکران نخست نمایش خواهد داد و شامل اطلاعات بازپخش فیلم‌ها در سال‌های بعدتر نیست بنابراین میزان فروشِ درج‌شده برای هر فیلم، الزاماً با میزان فروش نهایی آن، برابر نیست.
| dagger | فیلم‌های در حال اکران |

| سال  | نام فیلم     | میزان فروش     | تعداد بیننده | منبع   |
| ---- | ------------ | -------------- | ------------ | ------ |
| ۱۳۹۲ | تهران ۱۵۰۰   | ۱٬۵۷۸٬۶۹۱٬۲۴۰  | ۳۸۲٬۶۷۲      | [ ۲۰ ] |
| ۱۳۹۳ | رستم و سهراب | ۱۶۸٬۹۵۵٬۰۰۰    | ۵۰٬۳۸۹       | [ ۲۱ ] |
| ۱۳۹۴ | شاهزاده روم  | ۳٬۶۸۷٬۹۱۷٬۲۰۰  | ۹۱۸٬۲۶۳      | [ ۲۲ ] |
| ۱۳۹۵ | ناسور        | ۱۳۳٬۹۰۰٬۰۰۰    | ۲۸٬۴۳۷       | [ ۲۳ ] |
| ۱۳۹۶ | فهرست مقدس   | ۳۱۷٬۰۶۶٬۹۰۰    | ۵۰٬۶۵۳       | [ ۲۴ ] |
| ۱۳۹۷ | فیلشاه       | ۷٬۸۶۷٬۰۸۶٬۱۴۰  | ۱٬۱۵۵٬۷۹۲    | [ ۲۶ ] |
| ۱۳۹۸ | بنیامین      | ۵٬۲۱۹٬۶۴۷٬۰۰۰  | ۶۲۰٬۶۲۸      | [ ۲۷ ] |
| ۱۴۰۱ | پسر دلفینی   | ۲۳٬۶۰۲٬۲۴۲٬۰۰۰ | ۹۱۰٬۸۴۶      | [ ۲۸ ] |
| ۱۴۰۲ | بچه زرنگ     | ۶۲٬۷۶۱٬۷۴۴٬۰۰۰ | ۱٬۹۲۲٬۳۶۱    | [ ۲۹ ] |
| ۱۴۰۳ | ببعی قهرمان  | ۶۷٬۹۲۰٬۶۶۴٬۰۰۰ | ۱٬۵۷۰٬۹۷۲    | [ ۱ ]  |
| ۱۴۰۴ | پسر دلفینی ۲ | ۳۱،۰۲۹،۵۲۱،۰۰۰ | ۴۴۴،۳۸۶      | [ ۳۰ ] |

• در فاصله سال ۱۳۹۸ تا ۱۴۰۱ هیچ فیلم پویانمایی‌ای در سینمای ایران اکران نشد.

## طول زمان حفظ رکورد پرفروش‌ترین فیلم پویانمایی
جدول زیر، فقط رکوردهای به‌دست‌آمده توسط فیلم‌ها را نشان می‌دهد بنابراین رکورد درج‌شده برای هر فیلم، الزاماً با میزان فروش نهایی آن، برابر نیست. این جدول براساس فروش هر فیلم در اکران نخست ایجاد شده و فقط در صورتی که یک فیلم توانسته باشد که در عین حفظ جایگاه پرفروش‌ترین فیلم، رکورد خود را به واسطهٔ بازپخش‌های سال‌های بعد ارتقا بدهد، رکوردِ ارتقایافتهٔ فیلم نیز در این جدول اضافه خواهد شد.
| طول زمان     | نمایشاصلی | ایجاد/ارتقایرکورد | نام فیلم    | رکورد جدید فروش | منبع   |
| ------------ | --------- | ----------------- | ----------- | --------------- | ------ |
| ۱۳۹۴–۱۳۹۲    | ۱۳۹۲      | ۱۳۹۲              | تهران ۱۵۰۰  | ۱٬۶۳۸٬۳۸۴٬۵۰۰   | [ ۳۱ ] |
| ۱۳۹۴–۱۳۹۲    | ۱۳۹۲      | ۱۳۹۳              | تهران ۱۵۰۰  | ۱٬۶۴۱٬۱۷۷٬۰۰۰   | [ ۳۱ ] |
| ۱۳۹۷–۱۳۹۴    | ۱۳۹۴      | ۱۳۹۴              | شاهزاده روم | ۳٬۶۸۷٬۹۱۷٬۲۰۰   | [ ۳۲ ] |
| ۱۴۰۱–۱۳۹۷    | ۱۳۹۷      | ۱۳۹۷              | فیلشاه      | ۷٬۹۲۲٬۴۹۳٬۶۰۰   | [ ۳۳ ] |
| ۱۴۰۲–۱۴۰۱    | ۱۴۰۱      | ۱۴۰۱              | پسر دلفینی  | ۲۳٬۵۰۱٬۷۴۹٬۰۰۰  | [ ۴ ]  |
| ۱۴۰۳–۱۴۰۲    | ۱۴۰۲      | ۱۴۰۲              | بچه زرنگ    | ۶۲٬۷۶۱٬۷۴۴٬۰۰۰  | [ ۲۹ ] |
| تا کنون–۱۴۰۳ | ۱۴۰۳      | ۱۴۰۳              | ببعی قهرمان | ۶۷٬۹۲۰٬۶۶۴٬۰۰۰  | [ ۱ ]  |

## پربیننده‌ترین فیلم‌های پویانمایی
در جدول زیر فیلم‌های پویانمایی سینمای ایران بر اساس تعداد تماشاگران خود در اکران عمومی، مرتب شده‌اند. 
| dagger | فیلم‌های در حال اکران |

| رتبه | نام فیلم         | تعداد بیننده | سال اکران | منبع   |
| ---- | ---------------- | ------------ | --------- | ------ |
| ۱    | بچه زرنگ         | ۱،۹۲۸،۴۸۶    | ۱۴۰۲      | [ ۲۹ ] |
| ۲    | ببعی قهرمان      | ۱،۵۷۱،۳۸۱    | ۱۴۰۳      | [ ۱ ]  |
| ۳    | فیلشاه           | ۱٬۱۵۵٬۷۹۲    | ۱۳۹۷      | [ ۲۶ ] |
| ۴    | شاهزاده روم      | ۹۱۸٬۲۶۳      | ۱۳۹۴      | [ ۲۲ ] |
| ۵    | پسر دلفینی       | ۹۱۰٬۸۴۶      | ۱۴۰۱      | [ ۴ ]  |
| ۶    | لوپتو            | ۸۱۷٬۸۸۵      | ۱۴۰۱      | [ ۴ ]  |
| ۷    | بنیامین          | ۶۲۰٬۶۲۸      | ۱۳۹۸      | [ ۳۴ ] |
| ۸    | پسر دلفینی ۲     | ۴۵۰،۴۷۸      | ۱۴۰۴      | [ ۳ ]  |
| ۹    | مسافری از گانورا | ۴۲۱٬۷۸۵      | ۱۴۰۲      | [ ۲۹ ] |
| ۱۰   | تهران ۱۵۰۰       | ۳۸۲،۶۷۲      | ۱۳۹۲      | [ ۲۰ ] |
| ۱۱   | شنگول منگول      | ۳۴۴،۲۳۰      | ۱۴۰۳      | [ ۱ ]  |
| ۱۲   | رویا شهر         | ۳۳۳،۸۹۸      | ۱۴۰۴      | [ ۳ ]  |
| ۱۳   | ساعت جادویی      | ۱۹۰،۱۵۴      | ۱۴۰۳      | [ ۱ ]  |
| ۱۴   | کلیله و دمنه     | ۵۲٬۷۵۶       | ۱۳۹۶      | [ ۱۰ ] |
| ۱۵   | فهرست مقدس       | ۵۰٬۶۵۳       | ۱۳۹۶      | [ ۲۴ ] |
| ۱۶   | رستم و سهراب     | ۵۰٬۳۸۹       | ۱۳۹۳      | [ ۳۵ ] |
| ۱۷   | فرمانروای آب     | ۴۹،۰۱۸       | ۱۴۰۴      | [ ۳ ]  |
| ۱۸   | آخرین داستان     | ۳۷٬۵۳۰       | ۱۳۹۸      | [ ۳۴ ] |
| ۱۹   | راز سیاوش        | ۳۷٬۴۶۱       | ۱۳۹۶      | [ ۱۰ ] |
| ۲۰   | ناسور            | ۲۸٬۴۳۷       | ۱۳۹۵      | [ ۳۶ ] |
| ۲۱   | امین و اکوان     | ۲۵٬۱۹۶       | ۱۳۹۷      | [ ۲۶ ] |
| ۲۲   | نبرد خلیج فارس ۲ | ۲۴٬۱۱۶       | ۱۳۹۵      | [ ۳۶ ] |
| ۲۳   | در مسیر باران    | ۲۳٬۳۴۶       | ۱۳۹۷      | [ ۲۶ ] |

### یادداشت
1. ↑  این رویه در خصوص فیلم‌هایی که پیش از پایان سال، از گروه‌های اصلی اکران خارج شده یا در برنامهٔ اکران نوروزی قرار نداشتنه باشند، صادق نیست.
2. 1 2 3  بر پایهٔ تومان
3. 1 2  فروش ۵۹٬۶۹۳٬۳۰۰ تومانی از ۱۳٬۷۵۵ نفر[۱۹] در زمستان ۱۳۹۱ به‌دست آمده بود اما در این جدول، فقط میزان فروش فیلم از ابتدای فروردین ۱۳۹۲ درج شده‌است.
4. 1 2  فروش ۵۵٬۴۰۷٬۵۰۰ تومانی از ۵٬۹۸۱ نفر[۲۵] در زمستان ۱۳۹۶ به‌دست آمده بود اما در این جدول، فقط میزان فروش فیلم از ابتدای فروردین ۱۳۹۷ درج شده‌است.

### منبع
صفحات وب
- «آرشیو فیلم‌ها». سینماتیکت. دریافت‌شده در ۱ بهمن ۱۳۹۸.
- «جدول فروش». سینماتیکت. دریافت‌شده در ۱ بهمن ۱۳۹۸.

سالنامه‌ها
- فتحی، زهره؛ خاموشی، پانته‌آ (زمستان ۱۳۹۶). سالنامه آماری سینمای ایران سال ۱۳۹۱ (PDF). سازمان سینمایی کشور.
- فتحی، زهره؛ خاموشی، پانته‌آ (تابستان ۱۳۹۷). سالنامه آماری سینمای ایران سال ۱۳۹۲ (PDF). سازمان سینمایی کشور.
- فتحی، زهره؛ خاموشی، پانته‌آ (تابستان ۱۳۹۷). سالنامه آماری سینمای ایران سال ۱۳۹۳ (PDF). سازمان سینمایی کشور.
- فتحی، زهره؛ خاموشی، پانته‌آ (تابستان ۱۳۹۷). سالنامه آماری سینمای ایران سال ۱۳۹۴ (PDF). سازمان سینمایی کشور.
- فتحی، زهره؛ خاموشی، پانته‌آ (پاییز ۱۳۹۷). سالنامه آماری سینمای ایران سال ۱۳۹۵ (PDF). سازمان سینمایی کشور.
- فتحی، زهره؛ خاموشی، پانته‌آ (بهار ۱۳۹۷). سالنامه آماری سینمای ایران سال ۱۳۹۶ (PDF). سازمان سینمایی کشور.
- فتحی، زهره؛ خاموشی، پانته‌آ (بهار ۱۳۹۸). سالنامه آماری سینمای ایران سال ۱۳۹۷ (PDF). سازمان سینمایی کشور.
- فتحی، زهره؛ خاموشی، پانته‌آ (بهار ۱۳۹۹). سالنامه آماری سینمای ایران سال ۱۳۹۸ (PDF). سازمان سینمایی کشور.
- فتحی، زهره؛ خاموشی، پانته‌آ (بهار ۱۴۰۲). سالنامه آماری سینمای ایران سال ۱۴۰۱ (PDF). سازمان سینمایی کشور.
- فتحی، زهره؛ خاموشی، پانته‌آ (بهار ۱۴۰۳). سالنامه آماری سینمای ایران سال ۱۴۰۲ (PDF). سازمان سینمایی کشور.